# Daniel Craig
Daniel Wroughton Craig (n. 2 martie 1968, Chester, Anglia, Regatul Unit) este un actor britanic. El a devenit cunoscut prin rolul jucat în filmul James Bond.

## Date biografice
Daniel Craig a crescut în Liverpool și s-a mutat la Londra la 16 ani. Aici s-a "antrenat" în actorie la National Youth Theatre și a absolvit la începutul anilor '90 prestigioasa Guildhall School of Music and Drama. 
A debutat în filmul The Power of One în 1992 ca sgt. Botha. Craig a mai apărut în filme ca Lara Croft, interpretându-l pe Tomb Raider alături de Angelina Jolie (2001) sau în Road to Perdition (2002), alături de Tom Hanks. Alte roluri principale în Sylvia (2003), The Mother (2003) și Enduring Love (2004). În 2005, Craig a interpretat rolul unui agent evreu în controversatul thriller regizat de Steven Spielberg, Munich. În octombrie 2005, ziarul News of the World a publicat știrea conform căreia Craig ar avea o aventură cu Sienna Miller, partenera sa din Layer Cake (2005), însă la scurt timp Miller s-a logodit cu Jude Law. În 2006, pe lângă rolul lui James Bond din Casino Royale, Craig a interpretat rolul malefic din I, Lucifer. Filmul este o ecranizare a romanului bestseller a lui Glen Duncan.
În 2011 s-a căsătorit cu Rachel Weisz, actriță binecunoscută, la rândul ei.

## Filmografie
| Anul | Film                                                            | Rol                                    | Note |
| ---- | --------------------------------------------------------------- | -------------------------------------- | --- |
| 1992 | The Power of One                                                | Sergentul Botha, cunoscut ca The Judge | |
| 1993 | Zorro                                                           | Locotenentul Hidalgo                   | Două episoade în un serial American filmat în Madrid. |
| 1993 | Sharpe's Eagle                                                  | Locotenentul Berry                     | Dramă de televiziune |
| 1995 | A Kid in King Arthur's Court                                    | Maestrul Kane                          | |
| 1996 | Kiss And Tell                                                   | Matt Kearney                           | Film |
| 1996 | The Fortunes and Misfortunes of Moll Flanders                   | James "Jemmy" Seagrave                 | Dramă de televiziune |
| 1996 | Our Friends in the North                                        | George "Geordie" Peacock               | Dramă de televiziune - 9 Episoade |
| 1997 | Obsession – Besessene Seelen                                    | John McHale                            | |
| 1997 | The Ice House                                                   | D.S. Andy McLoughlin                   | Dramă/mister de televiziune bazat pe romanul lui Minette Walters |
| 1998 | Love Is the Devil: Study for a Portrait of Francis Bacon        | George Dyer                            | Premiul Edinburgh International Film Festival pentru cea mai bună performanță Engleză |
| 1998 | Love and Rage                                                   | James Lynchehaun                       | |
| 1998 | Elizabeth                                                       | John Ballard                           | |
| 1999 | The Trench                                                      | Sergentul Telford Winter               | Nominalizat — Pentru premiul British Independent Film Award cel mai bun actor |
| 1999 | The Adventures of Young Indiana Jones: Daredevils of the Desert | Schiller                               | |
| 2000 | Some Voices                                                     | Ray                                    | Premiul British Independent Film Award pentru cel mai bun actor |
| 2000 | Hotel Splendide                                                 | Ronald Blanche                         | |
| 2000 | I Dreamed of Africa                                             | Declan Fielding                        | |
| 2001 | Lara Croft: Tomb Raider                                         | Alex West                              | |
| 2001 | Sword of Honour                                                 | Guy Crouchback                         | |
| 2002 | Copenhagen                                                      | Werner Heisenberg                      | Dramă de televiziune (Adaptare de scenă) |
| 2002 | Ten Minutes Older: The Cello                                    | Cecil                                  | |
| 2002 | Road to Perdition                                               | Connor Rooney                          | |
| 2003 | Sylvia                                                          | Ted Hughes                             | |
| 2003 | The Mother                                                      | Darren                                 | Nominalizat — Pentru premiul British Independent Film Award cel mai bun actor Nominalizat — Pentru premiul European Film Awards cel mai bun actor votat de audiență Nominalizat — Pentru premiul London Film Critics Circle Award cel mai bun actor                                                                                    |
| 2004 | Layer Cake                                                      | XXXX                                   | Nominalizat — Pentru premiul Sony Ericsson Empire Awards cel mai bun actor Nominalizat — Pentru premiul European Film Awards cel mai bun actor votat de audiență Și pentru Enduring Love |
| 2004 | Enduring Love                                                   | Joe                                    | Nominalizat — Pentru premiul European Film Awards cel mai bun actor votat de audiență Și pentru Layer Cake |
| 2005 | Munich                                                          | Steve                                  | |
| 2005 | Archangel                                                       | Christopher Kelso                      | Dramă de televiziune |
| 2005 | Fateless                                                        | Soldat American                        | |
| 2005 | The Jacket                                                      | Rudy Mackenzie                         | |
| 2006 | Renaissance                                                     | Barthélémy Karas                       | Rol voce |
| 2006 | Infamous                                                        | Perry Smith                            | Nominalizat — Pentru premiul Independent Spirit Award cel mai bun bărbat în un rol secundar |
| 2006 | Casino Royale                                                   | James Bond                             | Premiul Sony Ericsson Empire Awards pentru cel mai bun actor Premiul Evening Standard British Film Awards pentru cel mai bun actor Premiul Sant Jordi Award pentru cel mai bun actor străin Nominalizat — Pentru premiul BAFTA Award cel mai bun actor în un rol principal Nominalizat — Pentru premiul Saturn Award cel mai bun actor |
| 2007 | The Golden Compass                                              | Lordul Asriel                          | |
| 2007 | The Invasion                                                    | Ben Driscoll                           | |
| 2008 | Flashbacks of a Fool                                            | Joe Scot                               | De asemenea producător executiv |
| 2008 | Quantum of Solace                                               | James Bond                             | Nominalizat — Pentru premiul Sony Ericsson Empire Awards cel mai bun actor |
| 2008 | Defiance                                                        | Tuvia Bielski                          | |
| 2011 | The Adventures of Tintin: Secret of the Unicorn                 | Red Rackham                            | |
| 2011 | Dream House                                                     | Will Attenton                          | |
| 2011 | Cowboys & Extratereștri                                         | Jake Lonergan                          | |
| 2011 | The Girl with the Dragon Tattoo                                 | Mikael Blomkvist                       | |
| 2012 | Skyfall                                                         | James Bond                             | |
| 2013 | One Life                                                        | Narator                                | |
| 2015 | Spectre                                                         | James Bond                             | +co-producător |
| 2015 | Star Wars: The Force Awakens                                    | Stormtrooper                           | cameo necreditat |
| 2017 | Logan Lucky                                                     | Joe Bang                               | |
| 2017 | Kings                                                           | Obie                                   | |
| 2019 | Knives Out                                                      | Benoit Blanc                           | |
| 2021 | No Time to Die                                                  | James Bond                             | +co-producător |

| An         | Titlu                                         | Rol                    | Note                                                      |
| ---------- | --------------------------------------------- | ---------------------- | --------------------------------------------------------- |
| 1993       | Sharpe's Eagle                                | Lt. Berry              |                                                           |
| 1993       | Zorro                                         | Lt. Hidalgo            | 2 episodes: "The Arrival", "Death and Taxes"              |
| 1993       | Drop the Dead Donkey                          | Fixx                   | Episodul: "George and His Daughter"                       |
| 1993       | The Young Indiana Jones Chronicles            | Schiller               | Episodul: "Palestine, October 1917"                       |
| 1993       | Between the Lines                             | Joe Rance              | Series 2                                                  |
| 1993       | Heartbeat                                     | Peter Begg             | Episodul: "A Chilly Reception"                            |
| 1993       | Screen Two                                    | Lt. Guth               | Episodul: "Genghis Cohn"                                  |
| 1996       | Our Friends in the North                      | Geordie Peacock        | Miniseries                                                |
| 1996       | The Fortunes and Misfortunes of Moll Flanders | James "Jemmy" Seagrave |                                                           |
| 1996       | Tales from the Crypt                          | Barry                  | Episodul: "Smoke Wrings"                                  |
| 1997       | The Hunger                                    | Jerry Pritchard        | Episodul: "Ménage à Trois"                                |
| 2005       | Archangel                                     | Christopher Kelso      |                                                           |
| 2012, 2020 | Saturday Night Live                           | Host                   | Episodul: "Daniel Craig/Muse" & "Daniel Craig/The Weeknd" |
| 2014       | Superheroes Unite for BBC Children in Need    | Narrator               | Voce                                                      |

| An   | Titlu                          | Rol        |
| ---- | ------------------------------ | ---------- |
| 2008 | 007: Quantum of Solace         | James Bond |
| 2010 | GoldenEye 007                  | James Bond |
| 2010 | James Bond 007: Blood Stone    | James Bond |
| 2011 | GoldenEye 007: Reloaded        | James Bond |
| 2012 | 007 Legends                    | James Bond |
| 2015 | James Bond: World of Espionage | James Bond |

## Teatru (selectiv)
| An   | Rol     | Piesă                                    | Teatru                    |
| 2002 | Bernard | A Number (cu Michael Gambon)             | Royal Court               |
| 2009 | Joey    | A Steady Rain (cu Hugh Jackman)          | Broadway                  |
| 2013 | Robert  | Betrayal (cu Rachel Weisz și Rafe Spall) | Broadway                  |
| 2016 | Iago    | Othello (cu David Oyelowo)               | New York Theatre Workshop |